# Worringeni csata
A worringeni csatára 1288. június 5-én került sor a német Worringen (vagy Woerringen) település közelében, amely ma Köln város egyik kerülete. A csatát a Limburgi Hercegség birtoklásáért vívták és a Brabanti Hercegség és szövetségeseinek teljes győzelmével végződött. A csata, amely a középkori Európa egyik legnagyobb fegyveres összecsapása volt, eredményeként a brabanti hercegek megszerezték maguknak Limburgot.

## Előzmények
Az utolsó limburgi herceg, IV. Walerán 1279-ben férfi utód nélkül halt meg. Lánya, Irmgard még korábban férjhez ment I. Regináld gueldersi herceghez és utóbbi joggal tartott igényt Limburgra. Amikor 1280-ban Irmgard meghalt, Regináld magának követelte a hercegi címet és 1282-ben igényét I. Habsburg Rudolf német király is elismerte.

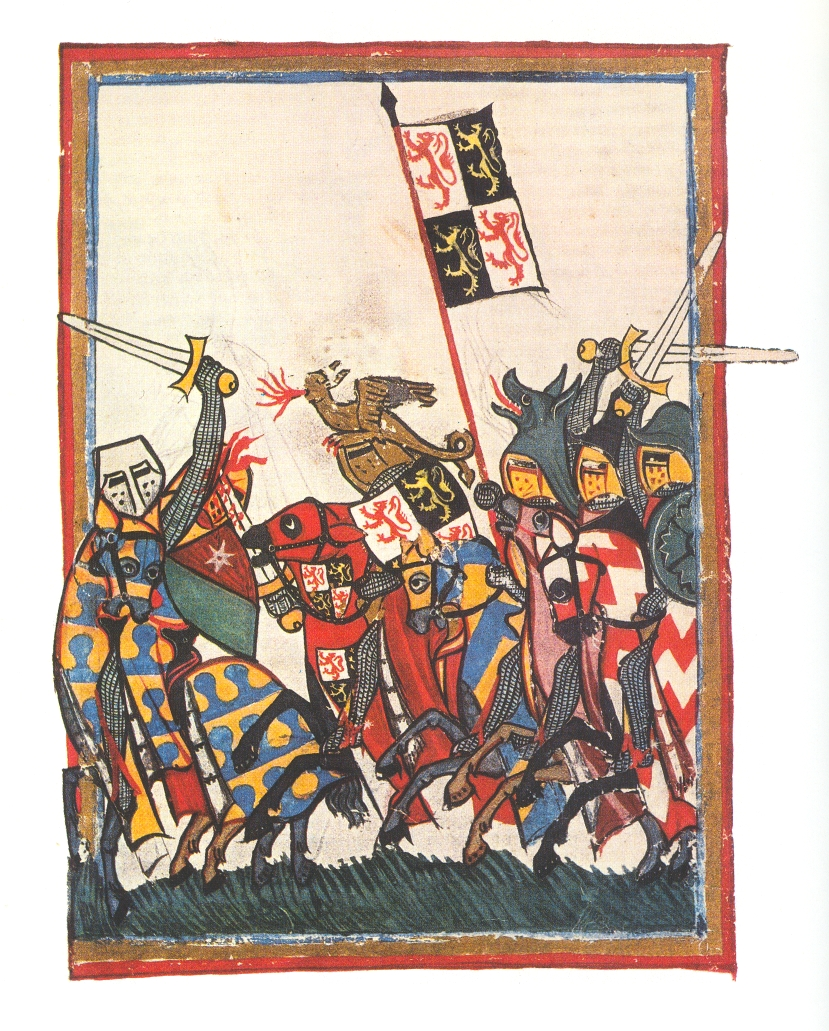
I. János brabanti herceg a worringeni csatában, Codex Manesse, 1340 körül

Azonban Walerán unokaöccse, V. Adolf bergi gróf, szintén magának követelte a hercegséget, mivel IV. Henrik Limburgi herceg (Walrán apja) utolsó férfi leszármazottja volt. Mivel Adolfnak nem volt esélye, hogy erővel szerezze meg a limburgi hercegséget, ezért követelését 1283-ban eladta I. János brabanti hercegnek, aki szerette volna hercegsége területét megnövelni a szomszédos Limburggal, illetve befolyása alá vonni a Limburg területén keresztül haladó fontos kereskedelmi útvonalakat. A brabanti hercegek az 1190-es évektől kezdve viselték a lotaringiai hercegi címet és névleg Limburg hűbérurai voltak, de a gyakorlatban ez már nem jelentett semmit. A limburgi nemesek ezért elutasították, hogy János elismerjék hercegüknek.
1283 és 1288 között számos kisebb összecsapást vívtak János herceg és Regináld követői. Az évek során a környékbeli kisebb államok fokozatosan az egyik vagy másik oldalra álltak a konfliktusban, legnagyobb jelentősége II. Siegfried kölni érsek döntésének volt, aki gyanakodva figyelte Brabant terjeszkedését és Regináld oldalára állt. Szövetségükhöz csatlakozott még VI. Henrik luxemburgi gróf és bátyja, I. Walerán, Ligny grófja, illetve Nassaui Adolf gróf. A másik oldalon állt János brabanti herceg, a Marki Hercegség, amely el akart szakadni a kölni érsekségtől és a Bergi Hercegség, amely természetesen támogatta Jánost. Hozzájuk csatlakoztak még Loon, Tecklenburg és Waldeck grófságok.

## A csata

A két szemben álló fél a csata előtt: pirossal a brabanti csapatok, kékkel a luxemburgi-limburgi csapatok.

1288. májusában Henrik luxemburgi gróf jelentős sereg élén Kölbe érkezett, és ekkor Regináld eladta neki követelését a limburgi trónra. Ekkor már megindultak a béketárgyalások János herceg és a másik fél között, de Regináld lépése felingerelte és hadba lépett ellene. A hónap végére János serege Worringenhez érkezett, ahol a kölni püspök egyik kastélya állt és ostrom alá vette, ebben a kölni polgárság is támogatta, akik szintén meg akartak szabadulni az hercegérsek uralmától.
Június 5-én reggel Siegfried kölni érsek csapatai élén megérkezett Worringen közelébe és felvette a harcot János seregével. A csata első szakaszában János brabanti herceg és Henrik luxemburgi gróf csapatai csaptak össze, amelynek során Henrik grófot egy brabanti lovag megölte. Ezt követően harcba szálltak Siegfried csapatai és visszaverték a bergi csapatok és a kölni városi milícia előrenyomulását. A támadást azonban nem támogatta az utóvéd, Siegfried maga pedig János herceg fogságába esett, aki átadta Adolf bergi hercegnek. A csata végül a brabanti sereg elsöprő győzelmével záródott, mivel Regináld gueldersi herceget is elfogták, Walram valkenburgi grófnak pedig vissza kellett vonulnia. Walerán, Ligny grófja és Henrik öccse, szintén elesett a csatában.

## Következményei
A csata után a gueldersi oldal veszteségeit 1100 főre, a brabantiak veszteségeit 40 főre becsülték. Számos főnemes vesztette életét, különösen a luxemburgi grófok családját érte érzékenyen Henrik gróf és öccse, Walerán halála: VII. Henrik német-római császár legtöbb férfirokona odaveszett a csatában. Siegfried kölni hercegérsek több, mint egy évig volt fogságban Burg várában, mielőtt súlyos váltságdíj megfizetése ellenében Adolf szabadon engedte. A worringeni kastély és az érsek számos más rezidenciája megrongálódott.
1288. augusztus 14-én Adolf városi előjogokat adományozott Düsseldorfnak és a Bergi Hercegség fővárosának tette meg. Regináldot szabadon engedték, miután lemondott minden követeléséről Limburggal kapcsolatban.

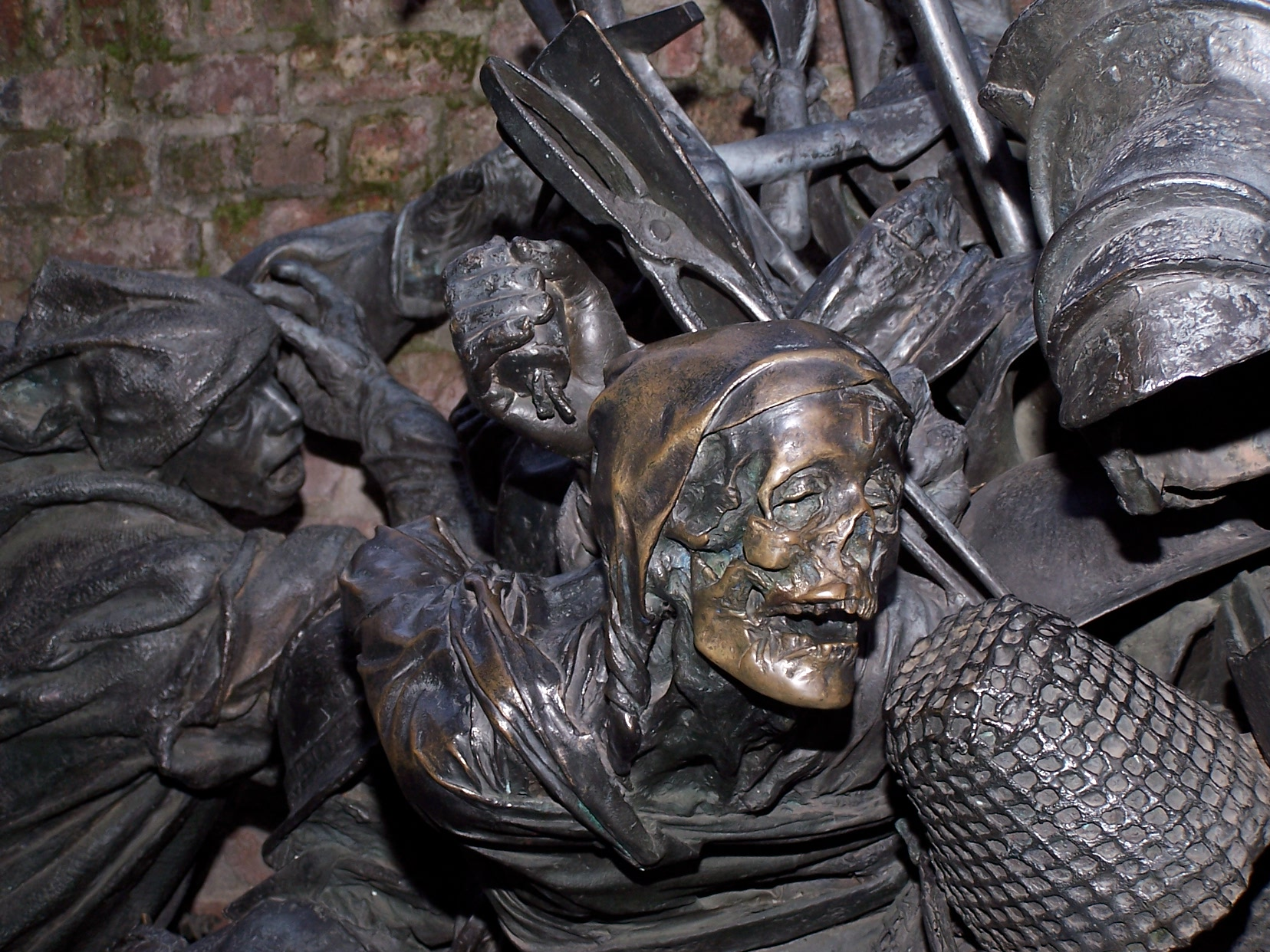
A csata bronz emlékművének egyik részlete (Düsseldorf, 1988)

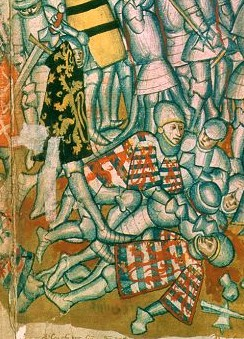
A luxemburgi gróf, VI. Henrik halála

Köln városa a csata után függetlenné vált a kölni hercegérsektől és végül 1475-ben elnyerte a birodalmi szabad város státuszát. Limburg hercegségét hivatalosan 1289-ben hozzácsatolták Brabanthoz, amit Rudolf német király és utóda, Nassaui Adolf is elismert 1292-ben. Luxemburgban VI. Henrik kilencéves fia, a későbbi VII. Henrik német-római császár örökölte a grófi címet. 1292-ben VII. Henrik elvette János herceg lányát, Brabanti Margitot és ezzel véget vetett a két család közötti konfliktusnak.

## Fordítás
- Ez a szócikk részben vagy egészben  a   Battle of Worringen című angol Wikipédia-szócikk fordításán alapul.  Az eredeti cikk szerkesztőit annak laptörténete sorolja fel. Ez a jelzés csupán a megfogalmazás eredetét és a szerzői jogokat jelzi, nem szolgál a cikkben szereplő információk forrásmegjelöléseként.